# Сокольских, Анатолий Андреевич
Анатолий Андреевич Сокольских (род. 20 апреля 1932) — передовик советской строительной отрасли, бригадир комплексной бригады строительного управления № 10 треста «Липецкстрой» Министерства строительства предприятий тяжёлой индустрии СССР, Липецкая область, Герой Социалистического Труда (1979).

## Биография
Родился 20 апреля 1932 году в селе Фащёвка, ныне Грязинского района Липецкой области. В 1934 году вся семья переехала в село Верхний Телелюй Грязинского района. В годы Великой Отечественной войны, окончив четыре класса сельской школы, в 1943 году ему пришлось идти работать в местный колхоз, разнорабочим.
В ноябре 1949 года поступил в Липецкую школу фабрично-заводского ученичества, получил специальность плотника-столяра. В 1950 году, завершив обучение в ФЗУ, направлен на работу в строительное управление № 10 треста «Липецкстрой». В сентябре 1960 года был назначен бригадиром плотников СУ-10 треста «Липецкстрой», а позже возглавил комплексную бригаду строителей.
Весь его трудовой путь строителя, так уж сложилось, прошёл на возведение объектов Липецкого металлургического комбината. Участвовал в сооружении важных объектов на Новолипецком металлургическом комбинате. Строил азотнотуковые производственные сооружения, первые и вторые кислородно-конверторные цехи, аглофабрику, пятую и шестую доменные печи, четвёртый и пятый листопрокатные цехи. За высокие показатели в производстве неоднократно представлялся к награждению медалями, грамотами, благодарностями.
Указом Президиума Верховного Совета СССР от 12 марта 1979 года за выдающиеся успехи достигнутые при сооружении комплекса доменной печи № 6 Новолипецкого металлургического завода Министерства чёрной металлургии СССР Анатолию Андреевичу Сокольских присвоено звание Героя Социалистического Труда с вручением ордена Ленина и золотой медали «Серп и Молот».
Продолжал работать на строительстве объектов. В дальнейшем вышел на заслуженный отдых.
Проживает в городе Липецке.

## Награды
За трудовые успехи удостоен:
- золотая звезда «Серп и Молот» (12.03.1979)
- орден Ленина (12.03.1979)
- Орден Октябрьской Революции (19.06.1973)
- Орден Знак Почёта (11.06.1966)
- другие медали.
- Заслуженный строитель РСФСР (1977).